# Château de Charras
Le château de Charras est situé dans la commune de Charras, en Charente, à 25 kilomètres au sud-est d'Angoulême.

## Historique
Au XVe siècle, Jean de Plouer, écuyer, était seigneur de Claix et de Charras. Sa fille, Marie, épousa en 1493 François de La Laurencie, qui devint seigneur de Charras. La famille de La Laurencie posséda Charras jusqu'au XVIIIe siècle. En 1766, Noël-Bertand de La Laurencie était marquis de Charras, Neuvicq, baron du Seure, seigneur de Maumont et de la métairie du Verger en Macqueville, Herpes, le Breuil de Dignac, les Riffauds, le Bourg Claveau,... À la Révolution, il n'émigra pas et ne fut pas inquiété à cause de son état maladif, mais sa sœur et sa femme furent cependant décapitées pour « complicité de l'émigration ».
Le château a été construit au XVIIe siècle, et s'élève près de l'église. Il comprend un vaste domaine. En 1850, un incendie le détruit partiellement, et il est remanié par son propriétaire, un certain Alary, ou de Saint-Alary. La partie centrale est ancienne, mais elle est surmontée d'une balustrade. Le fronton curviligne montre les armes de la famille de La Laurencie.
Le château fut la propriété du comte Joseph de Beynac pendant l'entre-deux-guerres[réf. nécessaire]. 
Il est inscrit monument historique en 1992.

## Architecture
L'entrée s'effectue par une grille imposante et un portail situé près de l'église.
Le corps de logis en fond de cour était autrefois cantonné de pavillons. Le bâtiment principal, au sud, date du XVIIe siècle. Il a une toiture en pans brisé couvert en ardoise. Les autres bâtiments sont couverts en tuile canal. Un bâtiment de petite taille occupe la partie nord.
Une tourelle en pierre datant du XVe siècle, une orangerie, une ferme et une série de trois terrasses avec escaliers, murets et balustrades complètent l'ensemble.
Les caves ont été reconstruites pour servir de réservoirs d'eau, utiles dans cette terre calcaire aride,.
À l'est de l'église, un logis avec tour semi-circulaire est incluse dans un pavillon appartenant au château.